# 動絵狐狸達引
『動絵狐狸達引』（うごきえこりのたてひき）は、1933年（昭和8年）、大石郁雄が監督、P.C.L.映画製作所が製作、東和商事映画部が配給した日本の短篇アニメーション映画、トーキーによる白黒映画である。同年写真化学研究所から分社化した、P.C.L.映画製作所としての第1回作品である。

## 略歴・概要
東宝映画（現在の東宝）の前身の1社であるP.C.L.映画製作所（現在の東宝スタジオ）が製作し、東和商事映画部（現在の東宝東和）が配給し、1933年（昭和8年）12月31日に、有楽町の邦楽座（現在の丸の内ピカデリー）で公開された短篇アニメーション作品である。トーキー製作のために同年12月5日に発足したP.C.L.映画製作所は、そもそも1929年（昭和4年）に増谷麟、植村泰二らが設立した写真化学研究所（現在の東宝、およびソニーPCL）から分社化したもので、本作はその第1作となった。同社設立以前、松竹蒲田撮影所の現像部長であった増谷麟は、同じく松竹蒲田でカットタイトル用の字幕を書いていた大石郁雄が独立し、「大石光彩映画」という工房を構えて短篇アニメーション映画を製作していたところ、これを吸収したのである。
P.C.L.映画製作所が写真化学研究所とともに1937年（昭和12年）9月10日、合併して東宝映画を形成すると、同製作所は東宝映画東京撮影所になり、大石のセクションは特殊技術課に、さらには航空教育資料製作所に発展したが、第二次世界大戦後の1948年（昭和23年）12月1日、東宝教育映画となった。現在みられる上映用プリントの冒頭に「東宝教育映画株式会社」のタイトルが付されているのは、戦後同社が教育映画配給社（現在の教配）を通じて本作を普及・上映活動を行ったときのものである。
モダンでハイセンスなアニメーション、フライシャー・スタジオからの影響の濃厚な作品と評価されている。
2012年（平成24年）7月現在、東京国立近代美術館フィルムセンターは本作を所蔵しており、2004年（平成16年）に発売されたDVDビデオグラム『日本アートアニメーション映画選集 4 戦前傑作選』に収録されており、現存が確認されている。1933年製作の映画であることに加え、大石が1944年（昭和19年）に死去しており、本作はパブリック・ドメインである。

## 作品データ
- 製作 : P.C.L.映画製作所
- 上映時間 （巻数 / メートル） : 11分 （1巻 / 218メートル[2]、312メートル[1]）
- フォーマット : 白黒映画 - スタンダード・サイズ（1.37:1） - 24fps - モノラル録音
- 公開日 :  日本 1933年12月31日
- 配給 :  東和商事映画部（戦後、東宝教育映画が引き継いで配給）
- 初回興行 : 有楽町・邦楽座

## スタッフ
- 製作 : 増谷麟
- 監督 : 大石郁雄
- 作画 : 大石郁雄、市野正二、前田浩 [5]
- 録音 : 山口淳 [1]
- 音楽 : 杉井幸一 [1]

## あらすじ
満月の夜。とある古寺へ侍に化けた狐がやってくる。古寺の子狸はこの侍に様々ないたずらをするが、侍は逆に子狸を散々いじめる。いじめられた子狸は父狸に仇を討つよう頼み込み、侍への逆襲を図る。しかし侍は強く、父狸は追い詰められてしまう。その時、子狸は侍の持っていた金棒を発見し、それで侍を背後から殴りつける。気絶した侍は狐に姿を戻し、狸の親子は勝利を祝うのであった。